# Gisen Satō
Pour les articles homonymes, voir Sato.
Gisen Satō (左藤 義詮, Satō Gisen, 3 juin 1899 - 9 janvier 1985) est un homme politique, bureaucrate et ecclésiastique japonais. Il est le 37e gouverneur de la préfecture d'Osaka de 1959 à 1971. Il est également membre de la Chambre des représentants du Japon de 1946 à 1947 et de la Chambre des conseillers de 1947 à 1959. Il occupe brièvement le poste de secrétaire à la Défense en 1958.

## Biographie
Fils de Ryōhide Satō, Gisen Satō naît dans la préfecture de Mie le 3 juin 1899. Diplômé de la faculté des lettres de l'université impériale de Kyoto, il travaille comme professeur au lycée pour filles Ōtani (ja) à Osaka, puis au lycée de la marine marchande à Kobe. En avril 1946, il se présente aux élections générales sous l'étiquette du Parti libéral du Japon dans la 2e circonscription de la préfecture d'Osaka et devient membre de la Chambre des représentants. Toutefois, en 1947, il est élu conseiller du Japon dans la circonscription électorale d'Osaka. Il est réélu en 1950 et en 1956, cette dernière fois sous l'étiquette du Parti libéral-démocrate,. En outre, il occupe le poste de secrétaire à la Défense dans le gouvernement de Nobusuke Kishi pendant six mois à partir de juin 1958,. 
En 1959, il est élu gouverneur de la préfecture d'Osaka. Il est réélu deux fois par la suite et organise l'exposition universelle de 1970, qui se tient à Suita dans la banlieue d'Osaka. Aux élections de 1971, où il se présente pour sa réélection, il est battu par Ryōichi Kuroda, candidat du Parti socialiste japonais et du Parti communiste japonais. 
Satō a par ailleurs été moine au sein du mouvement bouddhiste Otani-ha. Il meurt le 9 janvier 1985 à l'âge de 85 ans. Son fils Megumu Satō (ja) est également un homme politique.

## Décorations
- Japon. Ordre du Trésor sacré de première classe. (1971)

## Œuvres
- A Governor's Sermons, trad. par J. O. Lloyd (Tokyo, 1967).